# Linjärmotor

Frikroppsdiagram av en U-kanals synkron linjärmotor. Vyn är vinkelrätt mot kanalaxeln. Spolarna i centrum är mekaniskt ihopkopplade, och är strömsatta i "kvadratur" (med en fasskillnad på 90° (π/2 radianer)). Om den nedersta spolen (såsom den visas) leder fasen, kommer motorn att röra sig nedåt (i ritningen), och vice versa. (Ej skalenligt)

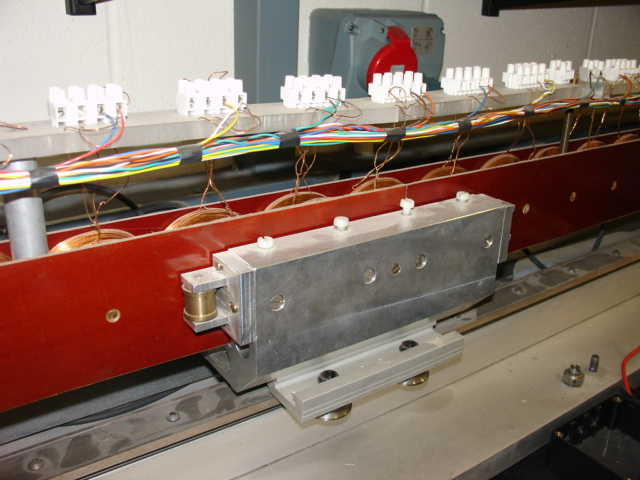
Prototyp av en linjärmotor med synligt separerade spolar

Linjärmotor eller linjär motor är en apparat som utan avbrott kan omvandla ett visst energislag till linjär förflyttning (en sorts mekaniskt arbete). Detta har förmågan att övervinna rörelsemotståndet. Ofta kan det vara en permanentmagnetiserad, borstlös DC-motor (ofta kallad AC-motor) som har ”vikts ut” till ett linjärt utförande, så att rotorn och statorn sitter på den stillastående respektive den rörliga delen. Detta medför att roterande delar helt saknas och därigenom inget tröghetsmoment från sådana. Detta leder till att dessa motorer olastade kan accelerera i mer än 10 G.